# Хминянська Нова Вес
Хминянська Нова Вес або Хмінянська Нова Вес (словац. Chminianska Nová Ves) — село в Словаччині, Пряшівському окрузі Пряшівського краю. Розташоване в східній частині Словаччини, в Шариській височині в долині річці Свінка (Велика Свінка).
Вперше згадується у 1248 році.
В селі є римо-католицький костел з 1782 року на місці старішого ранньоготичного костелу з 2 половини 13 століття та садиба з 2 половини 18 століття в стилі пізнього бароко.

## Населення
| Рік:            | 1994. | 2004.    | 2014.   | 2024.   |
| --------------- | ----- | -------- | ------- | ------- |
| Кількість осіб: | 1085  | 1224     | 1289    | 1291    |
| Різниця:        |       | +12,81 % | +5,31 % | +0,15 % |

| Рік:            | 2023. | 2024.   |
| --------------- | ----- | ------- |
| Кількість осіб: | 1278  | 1291    |
| Різниця:        |       | +1,01 % |

В селі проживає 1243 особи.
Національний склад населення (за даними останнього перепису населення — 2001 року):
- словаки — 99,31 %,
- чехи — 0,26 %,
- русини — 0,09 %,
- українці — 0,09 %.

Склад населення за приналежністю до релігії станом на 2001 рік:
- римо-католики — 94,28 %,
- протестанти — 3,82 %,
- греко-католики — 0,78 %,
- не вважають себе віруючими або не належать до жодної вищезгаданої церкви — 1,04 %.